# Happy Air
Happy Air  (thailändisch แฮปปี้แอร์) war eine thailändische Regionalfluggesellschaft mit Sitz in Phuket und Basis auf dem Flughafen Bangkok-Suvarnabhumi. 

## Geschichte
Happy Air wurde am 3. April 2009 gegründet. Anfang 2015 wurde der Flugbetrieb eingestellt.

## Flugziele
Happy Air bot regulär Flüge innerhalb Thailands an und führt zudem Charterflüge für Passagiere und Fracht durch.

## Flotte
Mit Stand September 2016 bestand die Flotte der Happy Air aus einer Saab 340B.